# Саная, Вальтер Виссарионович
Вальтер Виссарионович Саная (24 сентября 1925, Очамчира, ССР Абхазия, Грузинская ССР, ЗСФСР, СССР — 29 октября 1999, Москва, Россия) — советский футболист, вратарь. Мастер спорта СССР (1946).

## Биография
Начал играть в 1940 году в Очамчире в юношеской команде «Стрела», с сентября 1940 играл в юношеской команде «Динамо» (Тбилиси).
В 1941—1943 выступал в «Динамо» (Сухуми), с 1944 по август 1946 — в «Динамо» (Тбилиси).
Наибольших успехов добился, играя в составе московского «Динамо» с сентября 1946 по 1953. В 1949—1952 на равных конкурировал с Алексеем Хомичем. Действовал на поле смело и решительно, обладал отличной реакцией и прыгучестью. Выделялся хорошей вратарской техникой, уверенностью действий, умением отражать удары в эффектных бросках. Стал одним из первых в СССР практиковать игру по всей штрафной площади. Считается первым наставником Льва Яшина.
В 1954 году вернулся в «Динамо» Тбилиси, закончил карьеру в «Нефтянике» Баку (1955—1956). Провёл в чемпионатах СССР 95 матчей.
Дальний родственник российского вратаря Зураба Саная. Дочь, Марина Саная, в прошлом фигуристка, серебряный призёр чемпионата СССР (1972) в одиночном разряде, впоследствии — судья ИСУ международного класса.
Скончался 29 октября 1999 года, похоронен на 10-м участке Троекуровского кладбища в Москве.

## Достижения
- Чемпионат СССР по футболу:

Чемпион СССР 1949.
Серебряный призёр 1950.
Бронзовый призёр 1946, 1952.
- Финалист Кубка СССР 1950.
- В списке «33 лучших футболистов СССР» — № 2 (1950), № 3 (1952).

## Киновоплощения
- Ираклий Квантришвили — «Лев Яшин. Вратарь моей мечты», 2019 год.